# Madhuca alpina
Madhuca alpina är en tvåhjärtbladig växtart som först beskrevs av Auguste Jean Baptiste Chevalier och Paul Lecomte, och fick sitt nu gällande namn av Auguste Jean Baptiste Chevalier. Madhuca alpina ingår i släktet Madhuca och familjen Sapotaceae. Inga underarter finns listade i Catalogue of Life.